# 毛禾叶繁缕
毛禾叶繁缕（学名：Stellaria graminea var. pilosula）为石竹科繁缕属下的一个变种。